# 大山固定局
大山固定局（おおやまこていきょく）は、神奈川県伊勢原市、秦野市、厚木市をまたがる大山にある無線通信の中継施設群。

## 概要
標高1,252mの大山山頂付近に、関東民放4社（日本テレビ、テレビ朝日、TBSテレビ、フジテレビ）のテレビ局の固定局が設置されている。主な用途は、中継車やヘリコプターから伝送された映像・音声を各放送局へ中継する役割を持っている。また、放送事業用無線基地局の役割もある。
NHKは、伊勢原市高取山に固定局を設置している。

## その他
- 横浜エフエム放送が横浜市磯子区の円海山送信所より大山へ移転し、2013年6月24日(月) 05:00大山送信所から送信を開始した。

## 各放送局
2社共同鉄塔
- 日本テレビ
- フジテレビ

1社鉄塔
- テレビ朝日
- TBSテレビ

その他
- 東京電力